# 张晓宏
张晓宏 (1967年1月—)，中共党员，中华人民共和国第十四届全国人民代表大会代表，中共十九大代表，原苏州大学校长，中国教育部长江学者特聘教授，英国皇家化学会会士，主要从事有机和纳米光电材料与器件的研究。

## 生平
1989年和1992年先后获得北京航空航天大学获本科、硕士学位；1996年获得北京理工大学博士学位。1996至1998年在中国科学院从事博士后研究。
1998至2000年、2003年分别在香港城市大学、剑桥大学做高级访问学者。
2022年8月至2023年担任苏州大学校长。